# Günther Messner
Günther Messner (Bressanone, 18 de mayo de 1946 - 29 de junio de 1970) fue un escalador italiano del sur del Tirol y el hermano menor de Reinhold Messner. Günther escaló algunas de las rutas más difíciles de los Alpes durante la década de 1960 y se unió a la Expedición de Nanga Parbat en 1970 justo antes del comienzo de la expedición debido a una apertura dentro del equipo.

## Muerte en Nanga Parbat
Günther fue miembro de una expedición en 1970 a Nanga Parbat dirigida por Karl Herrligkoffer. Herrligkoffer ya había organizado seis expediciones a Nanga Parbat y se decía que estaba obsesionado con la montaña después de que su medio hermano, el escalador Willy Merkl, junto con otras ocho personas muriera en la cima en 1934.
El 26 de junio de 1970, Reinhold, Günther y Gerhard se encontraban en el campamento 5 en busca de un cohete de señal desde el campamento base. Azul indicaría buen tiempo; rojo, malo. Radio Peshawar informó que hacía buen tiempo, por lo que el líder de la expedición Herrligkoffer disparó un cohete, pero explotó rojo, no azul. En consecuencia, Reinhold comenzó un ataque rápido y ligero solo sin equipo poco después de las 2 a. m. para evitar el presunto mal tiempo. Günther y Gerhard todavía estaban dormidos. Reinhold tuvo dificultades para encontrar el Merkl Couloir en el faro, pero salió al amanecer. Al amanecer de la mañana siguiente, Günther y Gerhard Baur estaban instalando una cuerda para ayudar al regreso de Reinhold. Baur relata la historia de que Günther hizo algo impulsivo en el sentido de que con impaciencia soltó las cuerdas que estaban arreglando y corrió hacia el solitario Merkl Couloir. Günther y Reinhold llegaron a la cumbre juntos a última hora de la tarde, cuando Günther comenzó a mostrar signos de agotamiento, posiblemente debido al esfuerzo que hizo para tratar de alcanzar a Reinhold más temprano en el día.
Lo que sucedió a continuación fue una cuestión de controversia durante muchos años. Según Reinhold Messner, los dos hermanos se quedaron cerca de la cumbre durante la noche en un vivac de emergencia (con solo mantas de espacio) cerca del llamado Merkle-notch (nombrado en honor del medio hermano de Herrligkoffer) ya que un descenso nocturno parecía imposible en la cara Rupal debido al agotamiento y el mal de altura de Günther. Reinhold afirma que a Günther le preocupaba que invertir el Rupal Face fuese peligroso. Él dice que Günther sugirió un descenso a través del Diamir Face, más amable.
A la mañana siguiente, Reinhold recuerda que Günther estaba delirando. Reinhold dice que comenzó a gritar pidiendo ayuda a las 6 por la mañana y unas tres horas más tarde vio a Felix Kuen y Peter Scholz en el Merkl Couloir, rumbo a la cumbre. Las dos partes llegaron a aproximadamente 100 yardas la una de la otra y con dificultad hubo alguna comunicación. Kuen gritó "¿Están los dos bien?" . "¡Sí! Todo está bien", respondió Reinhold polémicamente. Desafortunadamente, en un malentendido, Kuen y Scholz continuaron a la cumbre. Reinhold y Günther se vieron obligados a hacer un segundo vivac en Mummery Rib. A la mañana siguiente, el tercer día sin refugio ni agua, Günther solo pudo caminar lentamente. El descenso de varios días había llevado a los dos escaladores al límite de su fuerza física y mental, y terminaría en tragedia cuando Günther desapareció en la parte inferior de la cara Diamir, probablemente muerto por una avalancha de hielo durante el descenso. Reinhold, caminando adelante y enfrentándose al agotamiento, la congelación severa y la pérdida de su hermano, continuó descendiendo por el valle de Diamir hasta que encontró a algunos pastores locales que lo ayudaron.
Los miembros de la expedición Max von Kienlin y Hans Saler afirmaron que Reinhold rechazó la ayuda de otros cuando su hermano Günther enfermó. La principal afirmación de Hans Saler y Max von Kienlin fue que la decisión de Reinhold de bajar por la cara Diamir no había nacido de la emergencia, como sugirió Günther en su fatiga, sino que fue una táctica que Reinhold había planeado y había discutido abiertamente con los miembros del equipo. La versión de Messner de los eventos fue que "Él (Günther) tuvo que bajar, no pudimos continuar a lo largo de la línea sudoeste, porque es muy larga, arriba y abajo. Y no podíamos esperar a que llegaran los otros, porque no podrían haber llegado a nosotros hasta la mañana siguiente, y otro día y noche a esa altura habría sido fatal para Günther. Eso solo dejó la cara Diamir ". "El chico tendría unos 24 años al morir y ahora tendría unos 77 años." Posteriormente, Messner fue ampliamente citado diciendo: "Tuvimos que elegir entre esperar la muerte y salir a buscarla".

## Restos y controversia
Durante los siguientes 30 años, la disputa sobre los acontecimientos de esta expedición se convirtió posiblemente en la lucha más controvertida en la escalada moderna. La disputa generó más de una docena de demandas, innumerables ataques y contraataques, una teoría de venganza (derivada de una aventura amorosa posterior a la expedición entre Messner y la esposa de von Kienlin) y numerosos esfuerzos de Messner por encontrar a Günther y reivindicarse a sí mismo.
En julio de 2000 el escalador Hanspeter Eisendle encontró un peroné humano en la base de la pared Diamir de Nanga Parbat. Debido a la descomposición del ADN, no se pudo determinar definitivamente en ese momento si el hueso pertenecía a Günther Messner - era posible que el hueso pudiera corresponder a escaladores que murieron en la montaña en 1962. Un análisis posterior en la Universidad de Innsbruck sugirió con gran seguridad que el dueño del peroné era Günther Messner.
El 17 de julio de 2005 tres guías locales paquistaníes encontraron los restos de un escalador a una altitud de 4300 metros en el Diamir, a una hora de subida sobre el campamento base de Diamir, cerca de donde Reinhold había creído que Günther estaba perdido. El encuentro de un astrágalo, una bota de cuero que contenía un pie y ropa de lana, hizo que los escaladores rápidamente se dieron cuenta de que podría ser el cuerpo de Günther Messner. Reinhold caminó hasta el lugar y reconoció la bota (una bota baja de cuero marrón Lowa) y una chaqueta como las de su hermano. Reinhold tomó la bota con él, con los huesos dentro. El médico de la expedición, el anestesiólogo radicado en Munich Rudolf Hipp, extrajo muestras de tejido para la prueba de ADN.
El 21 de octubre de 2005, científicos de la Universidad de Innsbruck completaron un análisis de ADN de muestras de tejido de los restos y confirmaron que los restos eran de Günther. Esta evidencia reivindicó la versión de los eventos contados por Reinhold de que Günther estaba en el lado oeste de la montaña cuando murió y no en el descenso a través del muro de Rupal.
A pesar de la evidencia de ADN indiscutible, la controversia persiste. El argumento residual gira en torno a si Günther falleció en una caída cerca de la cima, en la parte superior o media de la cara Diamir, contra la parte inferior, donde Reinhold dijo que había visto por última vez a su hermano. El argumento se basa en el movimiento glacial durante un período de 35 años y la ubicación donde se encontraron los restos. Saler ha afirmado que si Günther hubiera muerto en el tercio inferior de la cara (según lo descrito por Reinhold), entonces los restos se habrían encontrado mucho más abajo que a 4.300 metros (donde se informó que fueron recuperados). La existencia de una nota manuscrita disputada descrita en el libro de 2003 de von Kienlin, The Traverse, fue supuestamente una "confesión" registrada por von Kienlin que documentaba una conversación entre Reinhold y von Kienlin en una habitación de un motel en Gilgit, Pakistán, antes de que ambos regresaran casa. La nota dice que "perdí a Günther" y "durante horas estuve allí gritando por él, no sé por qué, pero él no podía oírme, lo estaba haciendo muy mal, no lo logró, se cayó."

## Funeral
El 8 de septiembre de 2005 los restos fueron quemados al pie del Nanga Parbat en una pira siguiendo la tradición budista tibetana. También tomando prestada la tradición tibetana, Reinhold y su equipo de expedición de 14 excursionistas y dos periodistas construyeron un chorten, una pila cuadrada de piedras, como un monumento. Los participantes cantaron "yelo Lak, los dioses fueron misericordiosos" y arrojaron arroz al aire.

## Otras lecturas
- Ralf-Peter Märtin: Nanga Parbat. Verdad y engaño del alpinismo. Berlin-Verlag, Berlín 2002, ISBN 3-8270-0425-X.
- Max von Kienlin: Excediendo. Muerte de Günther Messner en Nanga Parbat Herbig, Munich 2003, ISBN 3-7766-2345-4.
- Reinhold Messner y otros: Diamir. Rey de las montañas. Mount Doom Nanga Parbat. Frederking & Thaler, Munich 2008, ISBN 978-3-89405-708-4.
- Reinhold Messner: La montaña desnuda Nanga Parbat: Hermano, muerte y soledad. Piper, Munich y otros, 2003, ISBN 3-492-23921-8.
- Reinhold Messner: La soledad blanca, Piper, Munich y otros 2004, ISBN 3-492-24186-7.
- Hans Saler: entre la luz y la sombra. La Tragedia de Messner en Nanga Parbat. A 1 Verlagsgesellschaft, Munich 2003, ISBN 3-927743-65-8.
- Jochen Hemmleb: "Nanga Parbat, el drama en 1970 y la controversia". Tyrolia, Innsbruck 2010, ISBN 978-3-7022-3064-7
- Muerte en Nanga Parbat - The Messner Tragedy [Película]. Documental de televisión de Ludwig Ott (44 min, 2004).
- Nanga Parbat [Película]. Director: Joseph Vilsmaier en colaboración con Reinhold Messner. Fecha de lanzamiento: 14 de enero de 2010. Duración: 104 minutos.